# Cirrochroa
Cirrochroa är ett släkte av fjärilar. Cirrochroa ingår i familjen praktfjärilar.

## Bildgalleri

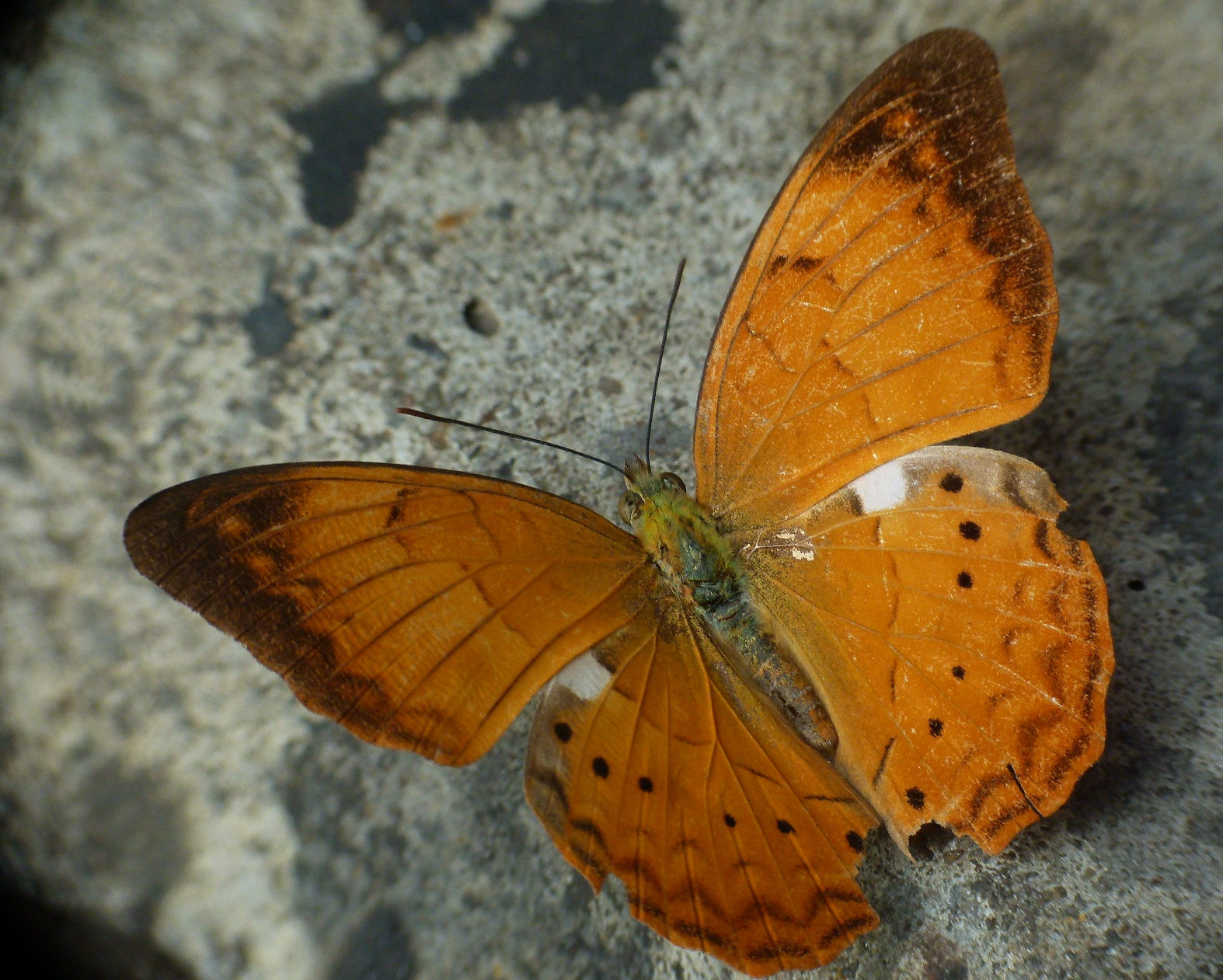

## Dottertaxa tillCirrochroa, i alfabetisk ordning[1]
- Cirrochroa abnormis
- Cirrochroa alleni
- Cirrochroa angustata
- Cirrochroa anjira
- Cirrochroa aoris
- Cirrochroa atrilinea
- Cirrochroa aurica
- Cirrochroa bajadeta
- Cirrochroa bajadetina
- Cirrochroa baluna
- Cirrochroa bilbilis
- Cirrochroa caera
- Cirrochroa calcaria
- Cirrochroa calypso
- Cirrochroa chione
- Cirrochroa clagia
- Cirrochroa clagina
- Cirrochroa cognata
- Cirrochroa domorana
- Cirrochroa ducalis
- Cirrochroa emalea
- Cirrochroa fasciata
- Cirrochroa felderi
- Cirrochroa flavobrunnea
- Cirrochroa formosana
- Cirrochroa guimarensis
- Cirrochroa haetera
- Cirrochroa humida
- Cirrochroa illergeta
- Cirrochroa imperatrix
- Cirrochroa jiraria
- Cirrochroa jobina
- Cirrochroa johannes
- Cirrochroa lanka
- Cirrochroa lapaona
- Cirrochroa latitaenia
- Cirrochroa laudabilis
- Cirrochroa lautensis
- Cirrochroa lesseta
- Cirrochroa lunulata
- Cirrochroa malaya
- Cirrochroa martini
- Cirrochroa massalia
- Cirrochroa menones
- Cirrochroa mimicus
- Cirrochroa miranda
- Cirrochroa mithila
- Cirrochroa moeris
- Cirrochroa myra
- Cirrochroa myrsa
- Cirrochroa nasica
- Cirrochroa natuna
- Cirrochroa niasica
- Cirrochroa nicobarica
- Cirrochroa ninos
- Cirrochroa olivacea
- Cirrochroa oreta
- Cirrochroa orissa
- Cirrochroa orissides
- Cirrochroa ortopia
- Cirrochroa palloris
- Cirrochroa paulowna
- Cirrochroa peria
- Cirrochroa princesa
- Cirrochroa psyche
- Cirrochroa ravana
- Cirrochroa regina
- Cirrochroa relata
- Cirrochroa rosselensis
- Cirrochroa rotundata
- Cirrochroa satellita
- Cirrochroa satyrina
- Cirrochroa semiramis
- Cirrochroa siamensis
- Cirrochroa sibylla
- Cirrochroa similiana
- Cirrochroa sophene
- Cirrochroa stramenticia
- Cirrochroa surya
- Cirrochroa swinhoei
- Cirrochroa tanaquil
- Cirrochroa thais
- Cirrochroa thea
- Cirrochroa thilina
- Cirrochroa thule
- Cirrochroa tyche
- Cirrochroa valesinoides
- Cirrochroa zebuna